# Tetracentrum
Tetracentrum – rodzaj ryb okoniokształtnych z rodziny przeźroczkowatych (Ambassidae).

## Klasyfikacja
Gatunki zaliczane do tego rodzaju:
- Tetracentrum apogonoides
- Tetracentrum caudovittatus
- Tetracentrum honessi